# Anatolij Rybakov
Anatolij Naumovič Rybakov (rusky Анатолий Наумович Рыбаков, 14. ledna 1911, Černihiv – 23. prosince 1998, New York) byl ruský spisovatel, autor částečně autobiografických antistalinistických děl jako např. Děti Arbatu a Třicátý pátý a další roky.

## Život
Narodil se v ukrajinském Černigově, v židovské rodině. V roce 1934 byl jako student vysoké školy dopravní zatčen NKVD a poslán na 3 roky do vyhnanství na Sibiři. Na rozdíl od Solženicyna tedy může referovat o podmínkách stalinismu již v předválečném SSSR (jeho knihy však mohly vycházet až během Gorbačovovy glasnosti).
Za druhé světové války byl velitelem tanku, se kterým dojel až do Berlína. Po jejím skončení psal i o protifašistickém odboji.
Jeho knihy vyšly ve více než 52 zemích a byly vydány v celkovém nákladu přesahujícím 20 milionů kusů. Byl nositelem mnoha významných literárních cen.

## Dílo
- Děti Arbatu
- Třicátý pátý a další roky
- Tajemný tesák (1948, pro děti)
- Těžký písek (1979, protifašistický odboj)